# Niklas Eriksson
Niklas Eriksson (* 17. Februar 1969 in Västervik) ist ein ehemaliger schwedischer Eishockeyspieler, der in seiner aktiven Zeit von 1987 bis 2007 hauptsächlich für Leksands IF in der Elitserien gespielt hat und beim HC Pustertal in der Serie A1 seine Karriere beendet hat.

## Karriere
Niklas Eriksson begann seine Karriere als Eishockeyspieler in der Jugend von Leksands IF, für dessen Profimannschaft er in der Saison 1987/88 sein Debüt in der Elitserien gab. In seinem Rookiejahr erzielte er dabei in insgesamt 18 Spielen neun Scorerpunkte, darunter ein Tor. In den folgenden 17 Jahren spielte der Flügelspieler mit Ausnahme der Saison 1996/97, in der er bei HIFK Helsinki aus der finnischen SM-liiga unter Vertrag stand, ausschließlich für Leksand. Mit seiner Mannschaft erreichte der Olympiasieger von 1994 in den Spielzeiten 2001/02 und 2004/05 jeweils den direkten Wiederaufstieg aus der HockeyAllsvenskan in Schwedens höchste Spielklasse. 
Seine Laufbahn beendete Eriksson in der italienischen Serie A, in der er von 2005 bis 2007 für den HC Pustertal auf dem Eis stand.  

### International
Für Schweden nahm Eriksson an den U20-Junioren-Weltmeisterschaften 1987 und 1989 teil. Des Weiteren stand er im Aufgebot Schwedens bei den Olympischen Winterspielen 1994 in Lillehammer.  

## Erfolge und Auszeichnungen
- 1989 Schwedischer Juniorenspieler des Jahres
- 2002 Aufstieg in die Elitserien mit Leksands IF
- 2002 Beste Plus/Minus-Bilanz bei der SuperAllsvenskan
- 2005 Aufstieg in die Elitserien mit Leksands IF

### International
- 1987 Bronzemedaille bei der Junioren-Weltmeisterschaft
- 1989 Silbermedaille bei der Junioren-Weltmeisterschaft
- 1989 All-Star-Team der Junioren-Weltmeisterschaft
- 1994 Goldmedaille bei den Olympischen Winterspielen